# Lost (canción de Bring Me the Horizon)
Lost (estilizado como "LosT") es una canción de la banda de rock británica Bring Me the Horizon. Fue producida por Evil Twin y Zakk Cervini, fue lanzada como el tercer sencillo de su séptimo álbum Post Human: Nex Gen, el 4 de mayo de 2023.

## Lanzamiento y promoción
En febrero de 2023, el baterista Matt Nicholls reveló durante una entrevista con Impericon que la banda había escrito y grabado nuevo material para su muy esperado segundo lanzamiento de Post Human en su estudio incorporado en la parte trasera de su autobús durante su gira por América del Norte en septiembre y octubre de 2022, diciendo que esperaba que se lanzara un nuevo sencillo "muy pronto". A finales de marzo de 2023, la banda lanzó una serie episódica de YouTube de su gira europea principal de febrero de 2023 que también presentó música nueva con varios clips de sonido nuevos que se exhibieron a lo largo de la serie. El 19 de abril, después de que concluyó la serie, la banda lanzó un adelanto en las redes sociales y anunció un nuevo sencillo titulado "Lost", cuyo lanzamiento está programado para el 4 de mayo de 2023. El día del lanzamiento de los sencillos, se estrenó la canción. en todo el mundo durante el segmento "Hottest Record of the Day" de Clara Amfo en BBC Radio 1.

## Composición y letras
"Lost" ha sido descrita por los críticos como una canción de pop punk, emo pop, hyperpop, pop rock, y rock alternativo. La canción fue escrita por el vocalista principal de la banda, Oliver Sykes, el teclista Jordan Fish, el guitarrista Lee Malia, el bajista Matt Kean y El baterista Matt Nicholls, y producido por Zakk Cervini y Evil Twin. "Lost" trata temas de depresión, abuso de drogas y suicidio. La canción se apoya en cómo alguien que siente que su medicación para su enfermedad mental "no está haciendo nada", como se infiere por la letra. Muchos críticos notaron cómo "Lost" se sintió inspirado por My Chemical Romance, que Sykes también citó como una de las principales inspiraciones detrás de la pista, así como The Strokes.

## Video musical
El video musical de "Lost" se lanzó una hora después del lanzamiento del sencillo el 4 de mayo de 2023, dirigido por Jensen Noen y el líder Oliver Sykes. El video fue filmado en Los Ángeles, California.
El video está ambientado dentro de un hospital donde Sykes interpreta a un paciente que se vuelve loco, después de casi someterse a una cirugía cerebral. El video muestra muchas imágenes de gore y derramamiento de sangre, lo que resultó en que la canción tuviera una restricción de edad en YouTube. El video musical de "Lost" se filmó en el transcurso de tres días y también presenta un cameo de Thomas Ian Nicholas de American Pie. Nicholas fue invitado a la filmación debido a que era amigo de uno de los productores y estaba ansioso por participar en el video. Sykes explicó que inicialmente no se dio cuenta de la apariencia, solo lo reconoció cuando apareció en la filmación del video y dijo; "Espera un momento, ¿ese es Kevin de American Pie?", refiriéndose más tarde al cameo como "pura suerte".

## Posicionamiento en lista
| Lista (2023)                                  | Mejor posición |
| --------------------------------------------- | -------------- |
| Australia New Music (ARIA)                    | 19             |
| Austria (Ö3 Austria Top 40)                   | 58             |
| Canada Digital Songs (Billboard)              | 38             |
| Germany Rock Airplay (Official German Charts) | 22             |
| New Zealand Hot Singles (RMNZ)                | 10             |
| UK Singles (OCC)                              | 29             |
| UK Rock & Metal (OCC)                         | 1              |
| US Hot Rock & Alternative Songs (Billboard)   | 22             |